# La Biche (affluente Liard)
Il La Biche è un fiume del Canada, lungo 190 chilometri. Il fiume nasce sui Tlogotsho Range, nello Yukon e poi scorre verso sud fino ad immettersi nel Liard, quando entrambi scorrono gia' nella Columbia Britannica. 